# フォー・ミニッツ
「フォー・ミニッツ」 (4 Minutes) は、マドンナの楽曲で、2008年に発表されたアルバム『ハード・キャンディー』から先行シングルとしてリリースされた。

## 解説
アメリカの歌手、ジャスティン・ティンバーレイクとのデュエットである。ティンバーレイクとプロデューサー、ティンバランドらと共作プロデュースした、ヒップ・ホップ調の楽曲である。
この曲が初めて一般に知られるようになったのは、2007年12月のフィラデルフィアで行われたクリスマス・コンサート中にティンバランドが曲の録音を流したため、ネット上に一時流布したことによる。当時のタイトルは、"4 Minutes to Save the World （フォー・ミニッツ・トゥ・セーヴ・ザ・ワールド）"であった。その後、ワーナーは著作権を理由に曲を各ウェブ・サイトから取り除くことになる。2008年2月29日には、フランスのあるラジオ局が独断で曲をオンエアしたことにより、再度ネットに流布した。そして、本国アメリカではようやく3月17日に、曲がラジオで解禁された。同日には、プロモーションの一環として、「ゲット・トゥゲザー」のヴィデオの監督を務めたローガンによって制作された、「サンシルク」と言うシャンプーのコマーシャルにマドンナのイメージと共にテーマ・ソングとして全米にお目見えした。
ローリング・ストーン誌によれば、

「フォー・ミニッツ」はブラスによる音階を思わすリフの鳴り響く、ちょっとした行進曲の様な曲で、ビートが激しくぶつかり合う中、マドンナが"The road to hell is paved with good intentions （「意図が良いだけでは意味は無い」と言った意味の諺）"と唄う。・・・この曲は力強く、様々な音の飛び交う、エネルギーある曲である。

全米ビルボードでは最高3位を記録。マドンナにとって、TOP3入りは2000年の『MUSIC』（全米1位）以来、約8年ぶりである。
全米では、デジタル・ダウンロードでの売上が100万DL以上を記録している。

### ミュージック・ビデオ
2008年1月30日から2月1日にかけて、ロンドンで制作された。監督は、フランスの映像世界の新人であるジョナス＆フランソワである。ティンバーレイクとティンバランドが参加し、ダンスの振り付けは、お馴染みのジェーミー・キングである。
日本のダンスユニット・はむつんサーブが出演している。マドンナが、YouTubeで彼らのパフォーマンスを見たことをきっかけに抜擢された。

## 収録曲
UK盤 2トラック CD ・シングル(2-471292 0-5439-19939-5-3)
1. フォー・ミニッツ　4 Minutes (Album Version)
2. フォー・ミニッツ　4 Minutes (Bob Sinclar Space Funk Remix)

インターナショナル　2トラック CD ・シングル(2-471356 0-5439-19939-4-6)
1. フォー・ミニッツ　4 Minutes (Album Version)
2. フォー・ミニッツ　4 Minutes (Bob Sinclar Space Funk Remix)

インターナショナル・マキシ CD・シングル (2-471420 0-9362-49868-2-9 )
1. フォー・ミニッツ　4 Minutes (Album Version)
2. フォー・ミニッツ　4 Minutes (Bob Sinclar Space Funk Remix)
3. フォー・ミニッツ　4 Minutes (Junkie XL Remix)

インターナショナル・デジタル・マキシ・シングル (6-471420 0-9362-49868-1-2)
1. フォー・ミニッツ　4 Minutes (Album Version)
2. フォー・ミニッツ　4 Minutes (Bob Sinclar Space Funk Remix)
3. フォー・ミニッツ　4 Minutes (Junkie XL Remix)

US盤　マキシ CD ・シングル(2-463036 0-9362-49871-2-3)
1. フォー・ミニッツ　4 Minutes (Bob Sinclar Space Funk Remix) — 5:39
2. フォー・ミニッツ　4 Minutes (Junkie XL Remix) — 6:16
3. フォー・ミニッツ　4 Minutes (Tracy Young House Mix) — 7:55
4. フォー・ミニッツ　4 Minutes (Peter Saves Paris Remix) — 8:37
5. フォー・ミニッツ　4 Minutes (Rebirth Remix) — 7:57
6. フォー・ミニッツ　4 Minutes (Junkie XL Dirty Dub) — 4:52

二枚組12" レコード・シングル (0-463228 0-9362-49870-9-3)
1. フォー・ミニッツ　4 Minutes (Bob Sinclar Space Funk Remix) — 5:39
2. フォー・ミニッツ　4 Minutes (Peter Saves Paris Remix) — 8:37
3. フォー・ミニッツ　4 Minutes (Tracy Young House Mix) — 7:55
4. フォー・ミニッツ　4 Minutes (Junkie XL Dirty Dub) — 4:52
5. フォー・ミニッツ　4 Minutes (Album Version) — 4:05
6. フォー・ミニッツ　4 Minutes (Rebirth Remix) — 7:57
7. フォー・ミニッツ　4 Minutes (Junkie XL Remix) — 6:16

一枚組12" ピクチャー・レコード・シングル (0-9362-49860-1-0)
1. フォー・ミニッツ　4 Minutes (Radio Edit) — 3:10
2. フォー・ミニッツ　4 Minutes (Bob Sinclar Space Funk Edit) — 4:57
3. フォー・ミニッツ　4 Minutes (Junkie XL Remix Edit) — 4:39
4. フォー・ミニッツ　4 Minutes (Tracy Young House Radio) — 3:33